# Quendorf
Quendorf est une commune allemande de l'arrondissement du Comté de Bentheim, Land de Basse-Saxe.

## Géographie

Quendorf au sein du Comté de Bentheim

La commune ne possède pas de centre-ville, les lotissements et les fermes sont éparses sur le territoire, avec des enclaves dans Isterberg.
L'Overijsselse Vecht divise son territoire en deux. Durant la construction de la BAB 30, un petit lac artificiel est construit (Quendorfer See) ; aujourd’hui[Quand ?] s'y trouve un centre de loisirs nautique.

## Histoire
Quendorf est mentionné pour la première fois en 1197 sous le nom de "Quenethorpe". Le nom vient soit du mot "Querne", moulin à moitié mécanique, soit de "Quene", un mot westphalien signifiant "jeune bœuf". Une autre hypothèse serait le titre féminin de noblesse "Quenna".
Des fouilles archéologiques ont découvert des restes datant de la période néolithique.

## Source, notes et références
- (de) Cet article est partiellement ou en totalité issu de l’article de Wikipédia en allemand intitulé « Quendorf » (voir la liste des auteurs).